# گلن مک‌دافی

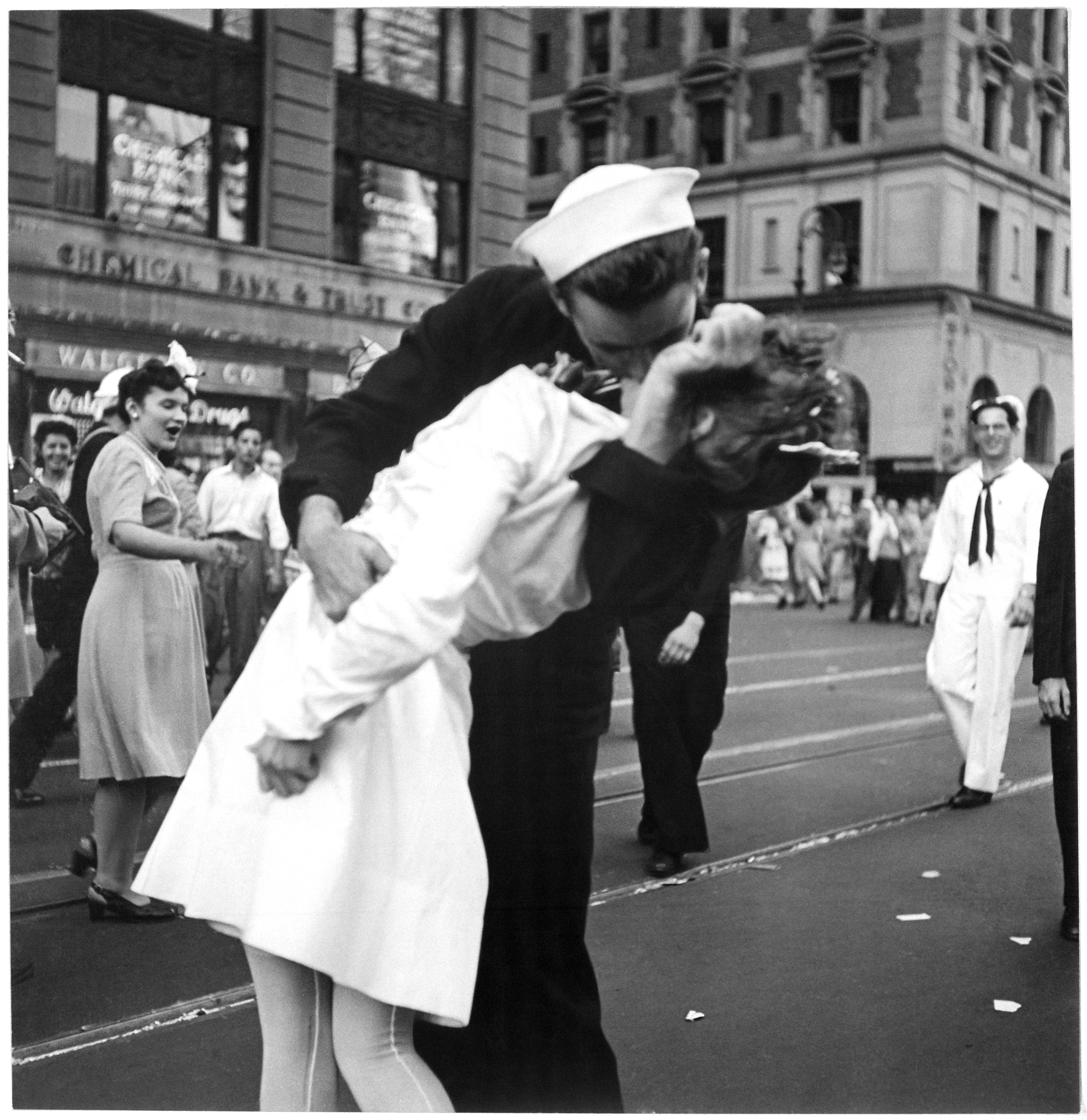

گلن مک‌دافی (به انگلیسی: Glenn Edward McDuffie) (زاده ۳۱ مه ۱۹۲۷ - درگذشته ۹ مارس ۲۰۱۴) مرد آمریکایی که عکس بوسه‌اش تصویر نمادین پایان جنگ جهانی دوم شد
از گلن مک‌دافی به عنوان ملوان جوانی نام برده شده که در عکس تاریخی روز شکست ژاپن در جنگ جهانی دوم دیده می‌شود.
این عکس به وسیله آلفرد آیزنشتد(Alfred Eisenstaedt) در چهاردهم اوت ۱۹۴۵ و پس از اعلام تسلیم ژاپن در میدان تایم نیویورک گرفته شده است.
به گفته دختر آقای مک‌دافی، او روز یکشنبه ۹ مارس ۲۰۱۴ در یک خانه سالمندان در شهر دالاس در ایالت تگزاس بر اثر حمله قلبی در سن ۸۶ سالگی درگذشت.